# Analogie (taalkunde)
Analogie is in de taalkunde een stijlfiguur die wordt gebruikt om relaties te benoemen of te veronderstellen op grond van overeenkomsten of vergelijkingen tussen twee ongelijksoortige ideeën of elementen; vaak gebruikt als uitleg, om een onbekend punt of idee op te helderen aan de hand van bekendere en toegankelijkere begrippen. A staat tot B zoals C tot D.

## Voorbeeld
- Die jongen en dat meisje zijn als Romeo en Julia.
- Ali Baba en de veertig rovers is een sprookje geschreven naar analogie van Duizend-en-een-nacht en daar in de 18e eeuw aan toegevoegd.